# Josef Bachmann
Josef Erwin Bachmann (* 12. Oktober 1944 in Reichenbach im Vogtland; † 24. Februar 1970) war ein deutscher rechtsextremistischer Attentäter. Er schoss am 11. April 1968 in West-Berlin auf Rudi Dutschke, eine Leitfigur der studentischen Protestbewegung. Dutschke überlebte schwerstverletzt und mit bleibenden Behinderungen. Bachmann beging später im Gefängnis Suizid. Er hatte lange Zeit als durch rechtsextremes Gedankengut motivierter Einzeltäter gegolten, bis 2009 Verbindungen in die rechtsextreme politische Szene bekannt wurden.

## Leben

### Jugend
Seinen Vater, Soldat der DDR und später Klempner in Süddeutschland, traf er nur sehr selten.
Bachmann verbrachte bis zu seinem 23. Lebensjahr insgesamt ca. zwei Jahre in Krankenhäusern, unter anderem, weil er mit vier Jahren mit einer offenen Lungentuberkulose eingeliefert wurde. Er war ein schlechter Schüler. Ein Onkel wurde zum „Ersatzvater“, kam jedoch wegen politischer Agitation in ein DDR-Zuchthaus, da er seine Meinung über Politiker in der Öffentlichkeit verbreitete. Die Familie verließ 1956 die DDR und zog zu einer Tante ins Ruhrgebiet.
Spätestens 1961 zog er mit seiner Mutter Gertrud Brandt, geborene Bachmann, und seinem sechs Jahre älteren Halbbruder Günter nach Peine. Hier traf er den ein Jahr älteren Wolfgang Sachse, der in militärisch organisierten DDR-Heimen aufgewachsen war und bei der FDJ das Schießen gelernt hatte, bevor er in den Westen floh. Er war ehrenamtlicher Schießwart auf einem Schießplatz „Am Sundern“. Sachse verkaufte ihm eine Gaspistole, die er sich aufbohrte. Auf dem Schießplatz tummelten sich auch der gleichaltrige Taxifahrer Hans-Dieter Lepzien (Stasi-Spion und ab 1976 V-Mann des Niedersächsischen Verfassungsschutzes), Paul Otte (Jg. 1924, Vaterfigur für Jugendliche) sowie örtliche Polizisten.
Wiederholt fuhren sie zu dritt oder zu zweit in seinem VW zur Zonengrenze in die Nähe des Kraftwerkes Harbke bei Helmstedt. Eines Abends schoss er aus seinem 38er Trommelrevolver eine Trommel in Richtung Osten leer. Mit einem Abschleppseil riss er bei anderer Gelegenheit den Stacheldrahtzaun an der Grenze ein, um dann mit Steinwürfen Minen zur Explosion zu bringen. Ähnliche Anschläge hatten Neonazis aus Peine jahrelang organisiert – deshalb hatte sich die Stasi um Zugang zur dortigen Szene bemüht. (Seine Peiner Bekannten bildeten ab 1977 die Otte-Gruppe oder Braunschweiger Gruppe.)
Zweimal strauchelte er; zuerst mit 16 Jahren in Dortmund, wo er Jugendarrest wegen Autoaufbruchs erhielt. Auf einer Frankreich-Reise 1967 brach er wegen Waffendiebstahls in eine Villa ein. Als Häftling in einem französischen Gefängnis wurde er von Mitgefangenen vergewaltigt und geschlagen. Diese Demütigung habe er nicht verkraftet, sagt Sachse später, und sein Halbbruder meint, er habe sich „ziemlich verändert“. Des ewigen Krachs mit seinem Stiefvater überdrüssig, ging er im Januar 1968 aus Peine fort.
In München fand er im Baugeschäft des Ingenieurs Harald Fabian Arbeit. Sein Chef hielt ihn für „geschickt, intelligent, höflich und zuvorkommend“. Mit dem Arbeitskollegen Nikolaus Krämer aus Rohrbach teilte er sich eine gemeinsame Bude im Firmenwohnlager. Beim Besuch von Krämers Eltern schlug er dem betrunkenen Kollegen eine Flasche über den Kopf. Wie er seinem Chef Fabian erzählte, kaufte er sich aus Angst vor Rache eine Pistole. Nachdem ihm eine Bank den Kleinkredit für ein Auto verwehrte, wollte er „unbedingt weg“, wie Ingenieur Fabian sich erinnert.
Als „labiler, sozialgeschädigter, straffällig gewordener, unpolitischer Mensch, der Kommunisten wie so viele Deutsche nicht leiden kann“, brach er vor Ostern nach Berlin auf. Als Vorbild hatte sich der Mord an Martin Luther King am 4. April 1968 ihm eingeprägt. „Am Gründonnerstag entstieg der blasse, unscheinbare Bachmann um 9.10 Uhr auf dem Bahnhof Zoo dem D 129 München-Malmö“ und erkundigte sich nach dem Weg zur Kaiser-Friedrich-Straße in Charlottenburg. Kurz nach 14.00 Uhr erkundigte er sich bei der Kommune K1, ob hier Rudi Dutschke wohne. Rainer Langhans verwies ihn an den SDS auf dem Kurfürstendamm.

### Attentat auf Rudi Dutschke

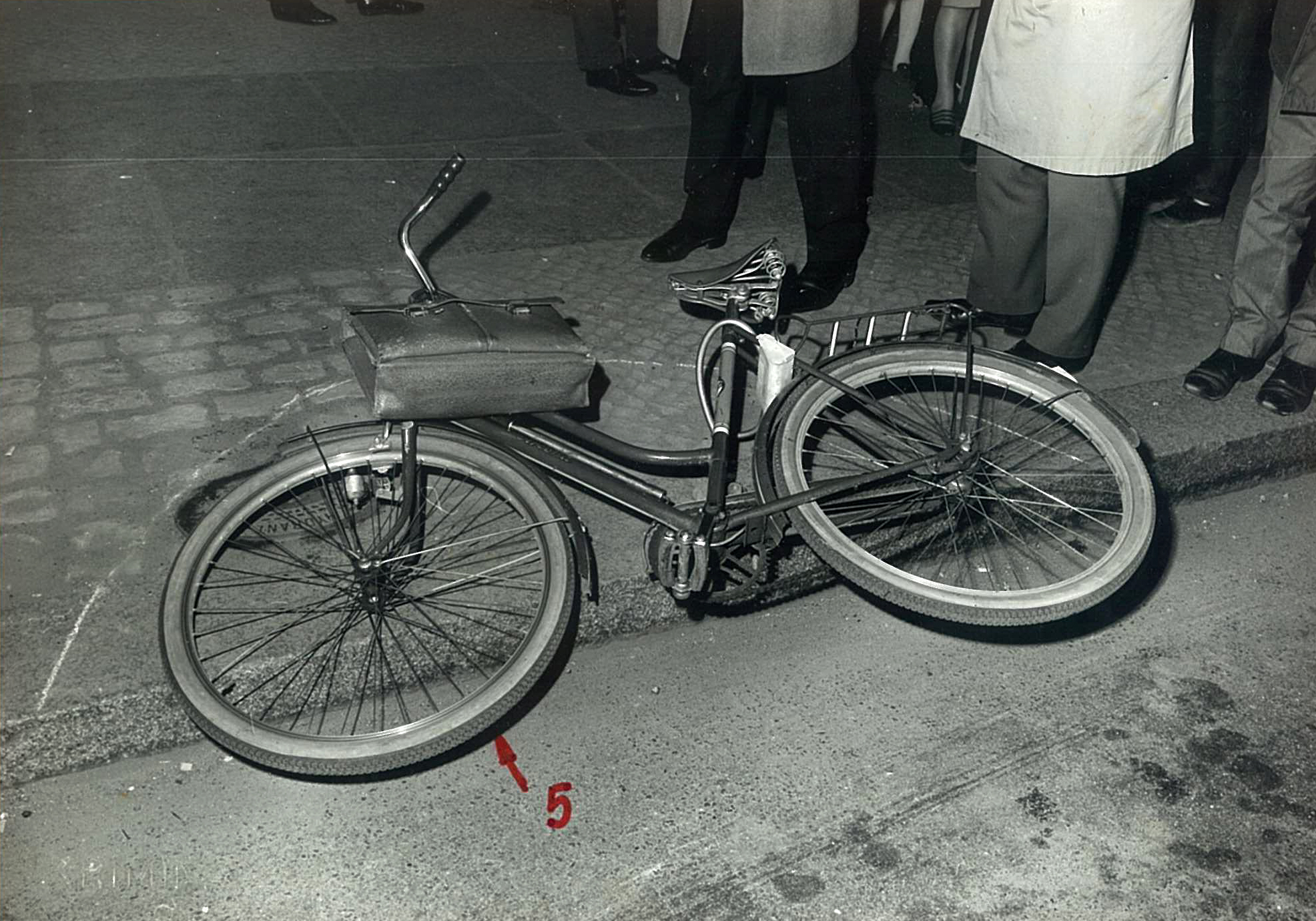
Fahrrad mit Aktentasche von Rudi Dutschke am Ort des Attentats

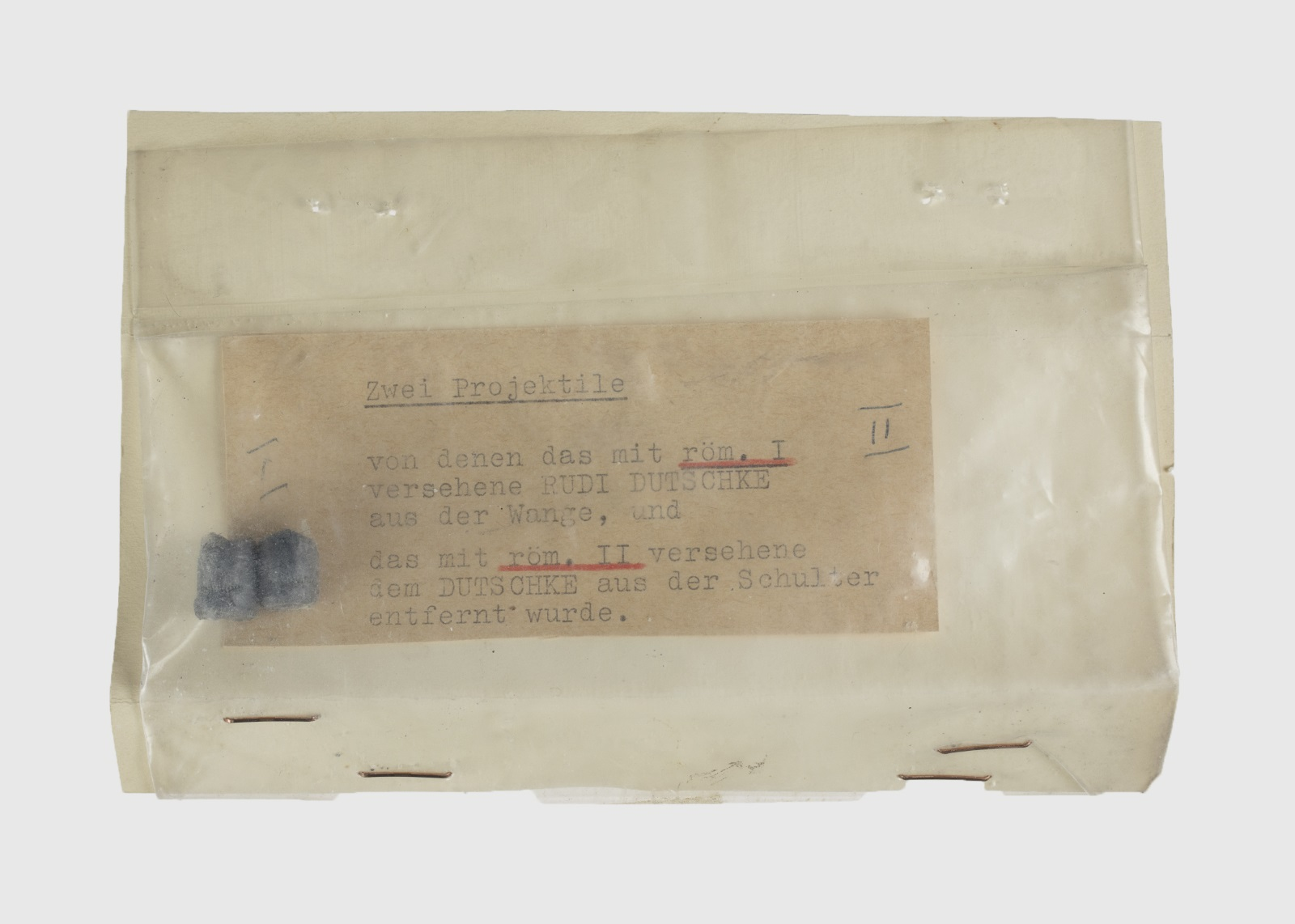
Zwei Projektile, die Dutschke aus der Wange und aus der Schulter entfernt wurden

Am 11. April 1968 wartete Bachmann mit zwei Pistolen bewaffnet in der Nähe des SDS-Büros auf dem Kurfürstendamm auf Rudi Dutschke. Er beschimpfte ihn als „dreckiges Kommunistenschwein“ und feuerte drei Schüsse auf Dutschke ab. Nach seiner Verhaftung gab er zu Protokoll:

„Ich möchte zu meinem Bedauern feststellen, dass Dutschke noch lebt. Ich hätte eine Maschinenpistole kaufen können. Wenn ich das Geld dazu gehabt hätte, hätte ich Dutschke zersägt.“

Er wurde wegen versuchten Mordes zu sieben Jahren Zuchthaus verurteilt. Dutschke wurde durch zwei Schüsse in den Kopf schwer verletzt und überlebte das Attentat nur knapp. Rudi Dutschke hatte am 24. Dezember 1979 einen epileptischen Anfall (eine Spätfolge der beim Attentat erlittenen Kopfverletzungen) und ertrank in der heimischen Badewanne.
Für Bachmanns Mordmotiv wurde ab 1989 von einem rechtsextremen Hintergrund ausgegangen, da er beim Attentat in einem Umschlag fünf ausgeschnittene Zeitungsartikel bei sich trug, darunter einen aus der Deutschen National-Zeitung. Darauf waren fünf Fotos von Dutschke als Steckbrief arrangiert, mit der Überschrift: „Stoppt Dutschke jetzt! Sonst gibt es Bürgerkrieg“. Die brauchte er um Dutschke zu erkennen. Vor allem im linkspolitischen Spektrum wurde eine Mitverantwortung auch bei der Bild-Zeitung gesehen, die in der Zeit vor dem Anschlag massiv gegen die 68er-Bewegung agitiert hatte (unter anderem rief sie zum „Ergreifen“ der „Rädelsführer“ auf). Er wurde damit für viele ein Sinnbild für den Einfluss der Bild-Zeitung auf die Öffentlichkeit. Am 4. März 1969 wurde Bachmann während seines Prozesses von dem Vorsitzenden Richter dazu befragt, welche Zeitungen er gelesen habe. Zunächst behauptete Bachmann, er habe „linke Blätter: Wahrheit, Neues Deutschland, Spiegel, Stern, pardon“ gelesen. Erst auf Nachfrage des Richters ergänzte er „Nationalzeitung“ und „Deutsche Nachrichten“.

### Zuchthaus und Tod
Dutschke trat mit seinem Attentäter später in einen Dialog, dessen Wirkung auf Bachmann umstritten ist. Einige Quellen behaupten, dass Bachmann Dutschke größtenteils ignoriert habe, andere sagen, dass Bachmann dieser Dialog sehr wichtig gewesen sei und dass er Suizid verübt habe, weil er längere Zeit nichts mehr von Dutschke gehört habe. Bachmann beging am 24. Februar 1970 im Zuchthaus Suizid, indem er sich mit einer Plastiktüte über dem Kopf erstickte. Fünf Trauergäste nahmen an seiner Beerdigung teil, unter ihnen Horst Mahler, damals Rudi Dutschkes Anwalt. Er legte im Auftrag Dutschkes einen Blumenstrauß auf das Grab. Die Binde trug die Aufschrift: „Ein Opfer der Klassengesellschaft“.